# Stöckerberg
Stöckerberg ist ein aus einer Hofschaft hervorgegangener Wohnplatz in der bergischen Großstadt Solingen.

## Geographie
Stöckerberg erstreckt sich von dem Talhang westlich von Stöcken bis hinauf auf den Höhenzug, auf dem die Hassel- und die Kuller Straße verlaufen, und liegt damit im Solinger Stadtteil und Stadtbezirk Mitte. Die Talhänge fallen bis ans Ufer der Wupper auf bis zu 110 Meter über NHN ab, Stöckerberg liegt auf bis zu 230 Meter über NHN an der Cronenberger Straße, die als Landesstraße 427 klassifiziert ist und von Kohlfurth nach Solingen-Mitte führt. Nördlich von Stöckerberg befindet sich die Grün- und Freizeitanlage Bärenloch mit der Mulch- und Kompostierungsanlage Bärenloch, östlich liegt ein ehemals von der Firma Rasspe genutzter Industriekomplex.

## Etymologie
Der Name des Wohnplatzes ist von der benachbarten Hofschaft Stöcken abgeleitet. Gemeint sind damit wohl die nach Abholzung oder Rodung zurückbleibenden Wurzelstöcke, bei denen der Hof angelegt wurde. Der Stöckerberg ist demnach der Berg oberhalb von Stöcken. Der Ortsname Stöcken kommt in Abwandlungen auch anderenorts vor, zum Beispiel in Stockden in Remscheid oder in Stockdum in Solingen-Gräfrath.

## Geschichte
In dem Kartenwerk Topographia Ducatus Montani von Erich Philipp Ploennies aus dem Jahre 1715 ist der Ort noch nicht verzeichnet, wohl aber schon die Straßenverbindung zwischen der Kohlfurth und Solingen, die unter Preußen zur Provinzialstraße Elberfeld–Hitdorf ausgebaut wurde. Über diese Straßenverbindung wurde die Stadt Solingen teilweise mit Kohle versorgt. Wahrscheinlich stand daher die Ansiedlung am Stöckerberg in Zusammenhang mit den Kohlentransporten. Die Topographische Aufnahme der Rheinlande von 1824 zeigt an der Wohnplatzstelle bereits eine Bebauung, die aber zusammen mit dem Nachbarwohnplatz als Stoecken bezeichnet wird; ebenso die Preußische Uraufnahme von 1844. In der Topographischen Karte des Regierungsbezirks Düsseldorf von 1871 ist nur der Wohnplatz Stöcken beschriftet und verzeichnet. Der Ort erscheint in der Preußischen Neuaufnahme von 1898 als Stöckerberg bezeichnet.
Stöckerberg gehörte nach Gründung der Mairien und späteren Bürgermeistereien als Grenzort sowohl zu der Bürgermeisterei Dorp (südlich der Provinzialstraße) als auch zur Bürgermeisterei Gräfrath (nördlich der Straße). Der Dorper Teil war dabei der ältere und größere und besaß 1815/16 37 Einwohner. Der nach der Statistik und Topographie des Regierungsbezirks Düsseldorf als Hofstadt kategorisierte Ort besaß 1832 drei Wohnhäuser. Zu dieser Zeit lebten 30 Einwohner im Ort, allesamt evangelischen Bekenntnisses. Die Gemeinde- und Gutbezirksstatistik der Rheinprovinz führt den Ort 1871 mit sieben Wohnhäusern und 82 Einwohnern auf.
Im Gemeindelexikon für die Provinz Rheinland von 1888 werden erstmals auch Siedlungsbereiche Stöckerbergs auf Gräfrather Stadtgebiet genannt. 24 Wohnhäuser und 178 Einwohner werden für den Dorper Teilort, zwei Wohnhäuser mit 26 Einwohnern für den Gräfrather Teilort angegeben. Die Bürgermeisterei beziehungsweise Stadt Dorp wurde nach Beschluss der Dorper Stadtverordneten bereits am 1. Januar 1889 mit der Stadt Solingen vereinigt. Damit wurde der Dorper Stöckerberg ein Ortsteil Solingens. 1895 besitzt der Ortsteil 30 Wohnhäuser (26 zu Solingen und vier zu Gräfrath) mit 260 Einwohnern (222 zu Solingen, 38 zu Gräfrath), 1905 werden nur für den Gräfrather Teilort sieben Wohnhäuser und 80 Einwohner angegeben.

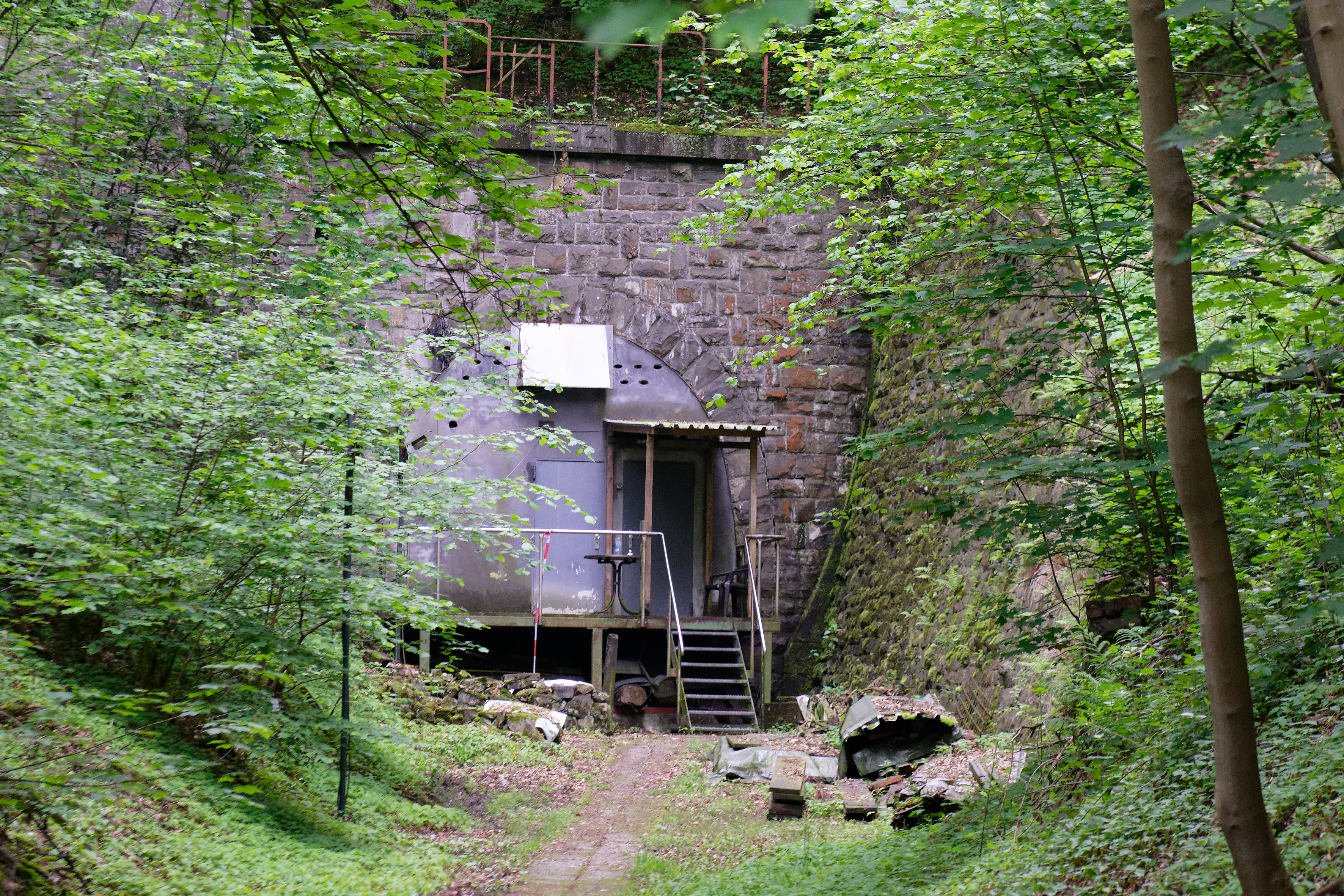
Tunnel Stöckerberg

Mit der Städtevereinigung zu Groß-Solingen im Jahre 1929 wurde gesamt Stöckerberg ein Ortsteil Solingens. An Stöckerberg vorbei führte ab 1914 auch die Straßenbahnstrecke zwischen Wuppertal und Solingen, auf der die von der Barmer Bergbahn betriebene Linie 5 verkehrte. Von der Kohlfurth kommend führte die Strecke ab der Haarnadelkurve der Cronenberger Straße durch einen 188 Meter langen Tunnel, den Stöckerberg-Tunnel, unterhalb der Hasselstraße / Erbenhäuschen vorbei, ehe die Strecke parallel zur Margaretenstraße wieder an die Oberfläche kam und weiter in die Solinger Innenstadt zum Mühlenplatz führte. Der Betrieb der Linie 5 wurde am 3. Mai 1969 eingestellt. Die Verbindung zwischen Wuppertal und Solingen bildet heute die Buslinie CE 64 der WSW mobil, die auch am Stöckerberg über eine Haltestelle verfügt. Im Zuge der Neuansiedlung von Unternehmen auf dem lange Zeit brachliegenden Rasspe-Areal am Stöcken bestehen seit 2019 Überlegungen, die einstige Straßenbahntrasse mit dem Tunnel Stöckerberg in einen Radwanderweg umzubauen, so dass dieser von der Korkenziehertrasse aus erreichbar wäre.